# Vitis thunbergii
Vitis thunbergii là một loài thực vật hai lá mầm trong họ Nho. Loài này được Siebold & Zucc. miêu tả khoa học đầu tiên năm 1845.